# 빅터 라숙
빅터 라수크(Victor Rasuk, 1984년 1월 15일 ~ )는 미국의 배우이다.

## 출연 작품

### 영화
- 고질라 - 트레 모랄레즈 병장 역
- 그레이의 50가지 그림자 - 호세 로드리게스 역
- 그레이의 50가지 그림자: 심연 - 호세 로드리게스 역

### 드라마
- 스토커 (CBS, 2014년~2015년)